# Harmonische functie
In de wiskunde is een harmonische functie een tweemaal continu-differentieerbare, reëelwaardige functie die voldoet aan de laplace-vergelijking, dus waarvoor de laplaciaan gelijk is aan 0. 

## Definitie
De tweemaal continu-differentieerbare functie {\displaystyle f:D\to \mathbb {R} } (met {\displaystyle D} een open deelverzameling van de {\displaystyle \mathbb {R} ^{n}}) heet harmonisch als op heel {\displaystyle D} geldt:
{\displaystyle \Delta f=0}.
Daarin is {\displaystyle \Delta } de laplace-operator:
{\displaystyle \Delta ={\frac {\partial ^{2}}{\partial x_{1}^{2}}}+{\frac {\partial ^{2}}{\partial x_{2}^{2}}}+\ldots +{\frac {\partial ^{2}}{\partial x_{n}^{2}}}}.

## Eigenschappen
De laplace-operator is een lineaire afbeelding op de lineaire ruimte van de tweemaal continu-differentieerbare functies. De harmonische functies vormen de kern van de operator.

## Etymologie
De term "harmonisch" is afkomstig van de beweging van een punt op een strakgespannen snaar die een harmonische beweging ondergaat. De oplossing van de differentiaalvergelijking voor dit type beweging kan worden geschreven in termen van sinussen en cosinussen, dus harmonische functies. 

## Voorbeelden
In twee dimensies:
- het reële en het imaginaire deel van een complexe functie. Zij namelijk {\displaystyle f=u+iv} een holomorfe functie, met {\displaystyle u,v} reëelwaardig, dan is {\displaystyle f} oneindig vaak differentieerbaar en

{\displaystyle {\frac {\partial u}{\partial x}}={\frac {\partial v}{\partial y}}\quad {\text{en}}\quad {\frac {\partial u}{\partial y}}=-{\frac {\partial v}{\partial x}}\,}
zodat
{\displaystyle \Delta u={\frac {\partial ^{2}u}{\partial x^{2}}}+{\frac {\partial ^{2}u}{\partial y^{2}}}={\frac {\partial }{\partial x}}{\frac {\partial u}{\partial x}}+{\frac {\partial }{\partial y}}{\frac {\partial u}{\partial y}}={\frac {\partial }{\partial x}}{\frac {\partial v}{\partial y}}-{\frac {\partial }{\partial y}}{\frac {\partial v}{\partial x}}=0}
Analoog voor het imaginaire deel.
- de functie {\displaystyle f(x,y)=e^{x}\sin(y)},want

{\displaystyle {\frac {\partial ^{2}}{\partial x^{2}}}f(x,y)={\frac {\partial }{\partial x}}e^{x}\sin(y)=e^{x}\sin(y)}
{\displaystyle {\frac {\partial ^{2}}{\partial y^{2}}}f(x,y)={\frac {\partial }{\partial y}}(-e^{x}\cos(y))=-e^{x}\sin(y)}
In drie dimensies:
- de elektrische potentiaal buiten een geladen voorwerp

In {\displaystyle n} dimensies:
- lineaire functies op de {\displaystyle \mathbb {R} ^{n}}
- voor  {\displaystyle n\geq 2} de functie {\displaystyle f(x_{1},\ldots ,x_{n})=(x_{1}^{2}+\ldots +x_{n}^{2})^{1-{\frac {n}{2}}},\quad \ x\neq 0}